# Stith Thompson
Stith Thompson (né le 7 mars 1885 à Bloomfield, dans le Kentucky, mort le 10 janvier 1976 dans l'Indiana) est un folkloriste américain.  Associé au folkloriste finlandais Antti Aarne, il est l'un des deux auteurs de la classification internationale des contes, dite classification Aarne-Thompson. Il est également célèbre pour la publication en six volumes du Motif-index of folk-literature: a classification of narrative elements in folktales, ballads, myths, fables, mediaeval romances, exempla, fabliaux, jest-books, and local legends.

## Biographie
Stith Thompson est né le 7 mars 1885 à Bloomfield (Kentucky), fils de John Warden Thompson et d'Eliza McCluskey.
Ses études débutent d'abord à l'université Butler d'Indianapolis, puis à l'université du Wisconsin, à Madison. Il apprend le français et l'allemand et enseigne pendant deux ans dans un collège de Springfield, Kentucky. Son diplôme de Bachelor of Arts en 1909 porte sur Le Retour du pays des morts dans les contes et ballades populaires (The Return from the Dead in Popular Tales and Ballads), sous la direction d'Arthur Beatty qui, le premier, l'encourage à entreprendre des recherches folkloriques.
À partir de cette époque, l'intérêt de Stith Thompson pour le folklore se développe. Il prend à nouveau un poste d'enseignant dans un collège de Portland, Oregon et apprend seul le norvégien, le néerlandais, le suédois, le danois et le russe. Lors d'un séjour d'été dans un camp de bûcherons, il entend raconter par ses compagnons le cycle du géant légendaire Paul Bunyan. Une bourse de l'université de Californie lui permet de mener d'autres travaux et il soutient en 1912 sa thèse de Master of Arts sur L'Idée de l'âme dans les contes et ballades populaires teutoniques (The Idea of the Soul in Teutonic Popular Tales and Popular Ballads.

## Œuvres

### Éditions en anglais
- The Return from the Dead in Popular Tales and Ballads. Dissertation : B.A. : University of Wisconsin, 1909.
- The Idea of the Soul in Teutonic Popular Tales and Popular Ballads. Thesis : M.A. : University of California, 1912.
- European Borrowings and Parallels in North American Indian Tales. Dissertation : Ph. D. : Harvard University, 1914.
- European Tales among the North American Indians : a study in the migration of folk-tales. Colorado Springs, Co, Colorado College, 1919.
- The Indian legend of Hiawatha. The Modern Language Association of America, 1922.
- The Types of the folk-tale, a classification and bibliography. Antti Aarne's Verzeichnis der Märchentypen, translated and enlarged by Stith Thompson. Greifswald, 1927. [puis] Helsinki, Academia scientiarum fennica, 1928. "Academia scientiarum fennica". Folklore Fellows Communications, no 74
  - 2nd revision. Helsinki, Suomalainen tiedeakatemia, 1961. Folklore fellows communications, no 184
  - Hans-Jörg Uther, The types of international folktales : a classification and bibliography, based on the system of Antti Aarne and Stith Thompson, Helsinki, Suomalainen Tiedeakatemia, Academia Scientiarum Fennica, 2004. Folklore fellows communications, no 284-286
- Tales of the North American Indians, selected and annotated by Stith Thompson. Cambridge (Mass.), Harvard University press, 1929.
- Motif-index of folk-literature, a classification of narrative elements in folk-tales, ballads, myths, fables, mediaeval romances, exempla, fabliaux, jest-books and local legends. Helsinki, Academia scientiarum fennica, 1932-1936. 6 volumes. Folklore Fellows Communications, no 106-109, 116-117
  - Revised and enlarged edition. Bloomington ; London, Indiana university press, 1955-58. 6 volumes
  - Motifs 
  - vol. 1: A-C (1955) : Mythological Motifs, Animal Motifs, Motifs of Tabu 
  - vol. 2: D-E (1956) : Magic, The Dead
  - vol. 3: F-H (1956) : Marvels, Ogres, Tests
  - vol. 4: J-K (1957) : The Wise and the Foolish, Deceptions
  - vol. 5: L-Z (1957) : Reversals of Fortune, Ordaining the Future, Chance and Fate, Society, Rewards and Punishments, Captives and Fugitives, Unnatural Cruelty, Sex, The Nature of Life, Religion, Traits of Character, Humour, Miscellaneous Groups of Motifs
  - vol. 6: Index (1958)
- Folklore and literature. [Menasha, Wis.], 1940.
- Our heritage of world literature, by Stith Thompson and John Gassner. New York, Dryden Press, [1942].
- The Folktale. New York, Dryden Press, 1946 ; University of California Press, 1977  (ISBN 0-520-03359-0)
- Four Symposia on folklore, held at the Midcentury international folklore conference, Indiana University, July 21 - August 4, 1950. Edited by Stith Thompson. Bloomington, Indiana University press, 1953. Indiana University publications, Folklore series, no 8
- Narrative motif-analysis as a folklore method. Helsinki, Academia scientiarum fennica, 1955. Folklore Fellows Communications, no 161
- Folklorist's Progress. [Bloomington (Indiana)], 1956.
- The Oral tales of India, by Stith Thompson and Jonas Balys. Bloomington, Indiana University Press, 1958. Indiana University publications, Folklore series, no 10
- Types of Indic oral tales, India, Pakistan and Ceylon, by Stith Thompson and Warren E. Roberts. Helsinki, Suomalainen Tiedeakatemia, 1960. Folklore Fellows Communications, no 180
- Second wind : a sequel after ten years to Folklorist's progress. Bloomington, 1966.
- One hundred favourite folktales. Bloomington, Indiana University Press, 1968.

### Traductions françaises
- Contes des Indiens d'Amérique du Nord, [collectés par] Stith Thompson ; une anthologie traduite par Bertrand Fillaudeau ; illustrée de dessins originaux de Ianna Andréadis. Paris, José Corti, 2012. Collection Merveilleux, no 47